# فرانك أش
فرانك أش (بالإنجليزية: Frank Asch)‏ هو كاتب وكاتب للأطفال أمريكي، ولد في 6 أغسطس 1946 في سومرفيل في الولايات المتحدة.